# Lindernia dubia
Lindernia dubia é uma espécie botânica do gênero Lindernia pertencente à família Linderniaceae.